# Croton scouleri
Espèce
Statut de conservation UICN

 LC  : Préoccupation mineure
Croton scouleri est une espèce de plantes à fleurs du genre Croton et de la famille des Euphorbiaceae, présente aux Îles Galápagos.
Il a pour synonymes :
- Croton rivinifolius var. scouleri, (Hook.f.) Svenson, 1946
- Croton scouleri var. genuinus, Müll.Arg., 1866
- Croton scouleri forma glabriusculus, (A.Stewart) G.L.Webster, 1970
- Oxydectes scouleri (Hook.f.) Kuntze

## Sous-espèces

### Croton scoulerivar.brevifolius
- Croton scouleri var. brevifolius, (Andersson) Müll.Arg., 1866

présent aux Îles Galápagos (île Santa María)
Il a pour synonyme :
- Croton brevifolius, Andersson, 1855
- (en) Catalogue of Life : Croton scouleri brevifolius (Andersson) Müll.Arg.

### Croton scoulerivar.darwinii
- Croton scouleri var. darwinii, G.L.Webster, 1970

présent aux Îles Galápagos (Darwin, Wolf)
- (en) Catalogue of Life : Croton scouleri darwinii G.L.Webster

### Croton scoulerivar.grandifolius
- Croton scouleri var. grandifolius, Müll.Arg., 1866

présent aux Îles Galápagos
- (en) Catalogue of Life : Croton scouleri grandifolius Müll.Arg.

### Croton scoulerivar.scouleri
- Croton scouleri var. scouleri,

présent aux Îles Galápagos
Il a pour synonymes :
- Croton albescens, Andersson, 1855
- Croton incanus, Andersson, 1855
- Croton incanus var. microphyllus, Andersson, 1855
- Croton macraei, Hook.f., 1847
- Croton rivinifolius var. albescens, (Andersson) Svenson, 1946
- Croton rivinifolius var. macraei, (Hook.f.) Svenson, 1946
- Croton scouleri var. albescens (Andersson) Müll.Arg., 1866
- Croton scouleri var. castellanus, Svenson, 1935
- Croton scouleri var. glabriusculus, A.Stewart, 1911
- Croton scouleri forma incanus, Müll.Arg., 1866
- Croton scouleri forma macraei (Hook.f.) G.L.Webster, 1970
- Croton scouleri var. macraei, (Hook.f.) Müll.Arg., 1866
- Croton scouleri forma microphyllus, (Andersson) Müll.Arg., 1866
- Croton scouleri forma verus, Müll.Arg., 1866
- Croton xalapensis, Hook.f., 1847
- (en) Catalogue of Life : Croton scouleri scouleri